# إيواو ماتسودا
إيواو ماتسودا (باليابانية: 松田巌؛ بالكانا: まつだ いわお) هو عسكري ياباني، ولد في 23 فبراير 1895 في إيشيكاوا في اليابان، وتوفي في 26 مارس 1979.